# 白冷外方傳教會
白冷外方傳教會（拉丁語：Societas Missionum Exterarum de Bethlehem in Helvetia, Societas Missionaria de Bethlehem，簡稱SMB）是起源於瑞士的天主教修會，簡稱白冷會。1921年成立，總會院位於瑞士施維茨州茵夢湖，會士以瑞士籍傳教士為主；傳教地區則包括非洲、哥倫比亞、日本、美國、中國、台灣等地。

## 傳教工作

### 中國
白冷會自1925年在中國黑龍江及自1946年在北京宣教直。1953年，中國共產黨驅逐外國籍神職人員，白冷會全員離開中國。

### 台灣
白冷會傳教人員經巴黎外方傳教會介紹，來臺推動屬於花蓮教區的臺東傳教工作，有史泰南、艾格理等。
之後錫質平會長在臺東設立白冷會台灣區會，區會院院址初設在台東市福建路，今福建路天主堂。白冷會在台灣主要負責花蓮教區的宣教工作，尤其以台東縣為主，總共建立了54座教堂。其致力傳教工作外，還創辦培質院、台東聖母醫院、公東高工等社會事業，對台東縣貢獻極大。
以發揚腳底按摩聞名台灣社會的吳若石神父即為白冷會會士，原始事工為服務長濱鄉內堂區，至今已逾40年。

## 外部連結
- Bethlehem Mission Society SMB （页面存档备份，存于）
- 白冷會在台灣